# بخش فتح‌پور

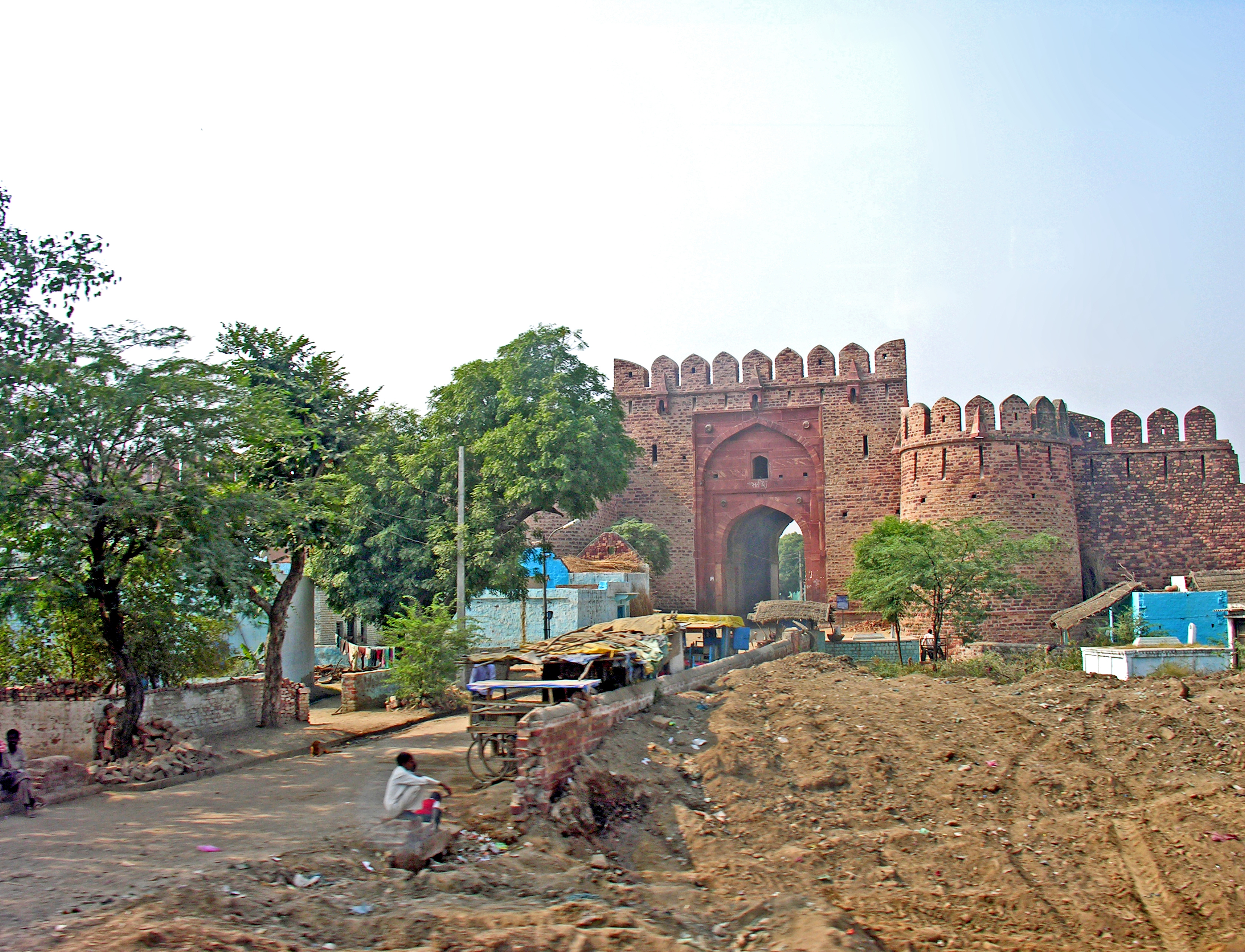
نمایی از بخش فتح‌پور، ایالت اوتار پرادش، هند - ۲۰۰۷

بخش فتح‌پور (هندی: फ़तेहपुर ज़िला) از بخش‌های ایالت اوتار پرادش هند است.